# Gustavus Joannis Jansonius
Gustavus Joannis Jansonius, född 1618 Söderköping, död 9 november 1672 i Slaka, var en svensk präst och lektor i Linköping. 

## Biografi
Jansonius föddes 1618 i Söderköping. Han var son till en borgare. Jansonius blev 9 september 1641 student vid Uppsala universitet. 19 februari 1652 blev han magister. Samma år 3 augusti blev han lektor i matematik i Linköping. 1654 blev han lektor i grekiska. 30 juni 1659 prästvigdes Jansonius. 1659 blev han andre teologi lektor och kyrkoherde i Slaka församling. 1769 blev han kontraktsprost över Valkebo kontrakt. 1670 blev Jansonius förste teologi lektor. Jansonius avled 9 november 1672 i Slaka och begravdes 26 januari 1673 i Linköpings domkyrka av biskopen Johannes Elai Terserus.

### Familj
Jansonius gifte sig första gången med Catharina Wintrosius (död 1669). Hon var dotter till kyrkoherden Georg Wintrosius och Maria Erici i Arboga. De fick tillsammans barnen Petrus (1665-1715) och Anna (född 1667). 
Jansonius gifte sig andra gången med Catharina Sillnæus (död 1699). Hon var dotter till lektorn Georgius Petri Sillnæus och Margareta Lundius i Strängnäs. De fick tillsammans barnen Catharina (1671-1672) och Maria (död 1681).